# إسحاق ماير وايز
إسحاق ماير وايز (بالإنجليزية: Isaac Mayer Wise) هو حاخام أمريكي، ولد في 29 مارس 1819 في Lomnička ‏ في التشيك، وتوفي في 26 مارس 1900 في سينسيناتي في الولايات المتحدة.

## وصلات خارجية
- إسحاق ماير وايز على موقع الموسوعة البريطانية (الإنجليزية)